# FTV-ASP NOVELS
FTV-ASP NOVELS（正式名称：FREE TO VIEW APPLICATION STRICT POSTING NOVELS）は、2025年01月18日に発表・サービスを開始した、CrazyLight Novelsが提供する小説投稿サイト。投稿したい小説をCrazyLight Novelsに提出・審査することで、小説を公開することができる。

## 概要
現在は主に運営組織の小説が投稿されている。提出した小説は審査の後に投稿の可能の有無が通知される。また、本サイトではスマートフォンなどでも容易に利用が可能だが見ずらい可能性がある。

## 運営組織
運営組織は以下のサイトも運営している。
FTV-ASP NOVELS - 小説投稿サイト
CLS広報室の広報サイト - 広報サイトとSNSを合わせたプラットフォーム

## 機能
- 小説の審査・投稿・閲覧
- 連載小説の投稿
- お気に入り・SNSシェア
- 作品へのレビュー・感想の投稿

## 二次創作
本サイトは二次創作に対し、別途サイトでガイドラインに従った、または著作権者から許可を取った二次創作コンテンツは投稿を行えますとしている。

## 参考リンク
1. ↑  Post X by CrazyLight Studio　2025年01月18日　https://x.com/CrazyLightStds/status/1880444992659026300 （2025年01月23日）
2. ↑  CLN｜FTV-ASP NOVELS Interview with the operator (2)　2025年01月21日　https://crazylightstudios.wixsite.com/group/post/cln-ftv-asp-novels-運営者インタビュー （2025年1月25日閲覧）